# Acmaeodera pulchella
Acmaeodera pulchella es una especie de escarabajo del género Acmaeodera, familia Buprestidae. Fue descrita científicamente por Herbst en 1801.
Esta especie se encuentra en América del Norte.